# Synergist
Synergist kallas muskler som i båda ändar drar åtminstone delvis i samma skelettdelar, så att de kan sägas samarbeta.
Vår kropp innehåller drygt 600 skelettmuskler. De som påverkar en viss led är ofta ordnade i muskelgrupper. Muskler som har samma funktion och hjälps åt i sitt arbete kallas agonister eller synergister, medan muskler som motverkar varandra kallas antagonister. De olika muskelgrupperna samspelar på ett invecklat sätt när man rör sig. Egentligen handlar det om muskler som hjälper till med balansen då en fysisk rörelse skall utföras, eller för att förenkla det hela, om man ska röra sig så måste en del synergister vara med i rörelsen för att rörelsen ska bli balanserad. Hos friska människor regleras detta automatiskt av hjärnan utan medveten kontroll, men personer med betydande hjärnskador kan ha svårigheter med detta.
Då det gäller styrketräning så är det av stor vikt att veta vilka muskler som faktiskt tränas och vilka som är synergister, då det gäller att slösa energi på rätt övningar. Men samtidigt gäller det att undvika skador, och ibland beror vissa skador på att en del synergister inte har fått den träning som de behöver. Synergisternas största betydelse då det gäller styrketräning är att stabilisera upp själva leden i muskelområdet. Om dessa inte är tränade tillräckligt så kan en led drabbas av överrörlighet och på grund av detta hamna i fel läge som i sin tur skapar förslitningar eller skador på ligament och senor.